# Mr. Big (barre chocolatée)
Pour les articles homonymes, voir Mr. Big.
Mr. Big est une marque commerciale de barre chocolatée fabriquée par Cadbury. Elle est constituée d'une barre de gaufrettes à l'arôme de vanille disposées en couches, recouvertes de caramel, arachides et de riz croustillant (possiblement soufflé), le tout dans un enrobage chocolaté. Cette confiserie mesure environ 20 centimètres de longueur. 

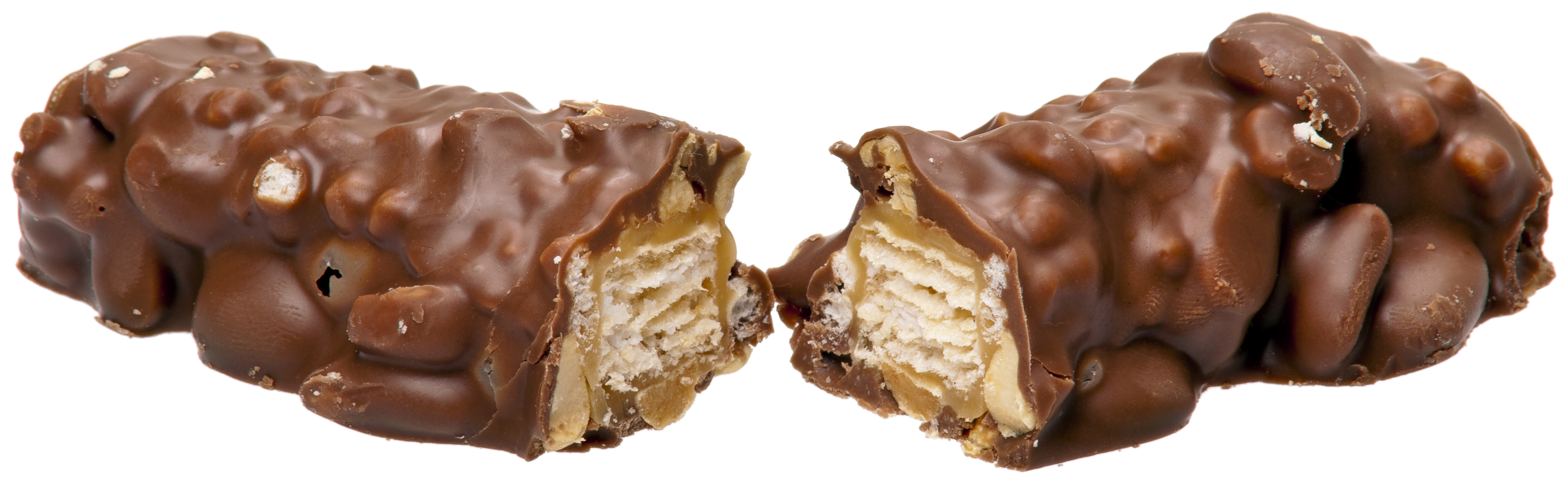
La Mr. Big ressemble beaucoup à la barre Picnic d'Australie et de Nouvelle-Zélande.

Au Canada, cette marque est commercialisée en plusieurs déclinaisons : Mr. Chew Big, Mr. Big Fudge, et Mr. Big with Maple. Elle est aussi disponible en Australie (Hobart, Tasmanie), en Grande-Bretagne, en Allemagne, en Hongrie, en Pologne et à certains endroits aux États-Unis. 

## Histoire
Avant 1970, William Neilson Limited commercialise une recette de barre chocolatée contenant une gaufrette, du caramel et des arachides, très similaire à la recette de Mr. Big. Après fusion en 1970 avec une autre compagnie de friandise, Will'ards, la barre est renommée Mr. Big et présentée dans les publicités par Wayne Gretzky. Vers la fin de 1990, la barre Mr. Big s'exporte à Taïwan sous le nom de Bang Bang. En 1995, Mr. Big est exporté aux États-Unis et promue par Shaquille O'Neal dans les publicités.

## Nestlé
Mr. Big est la seule barre chocolatée de Cadbury qui possède un équivalent en crème glacée, fait par Nestlé. Cette dernière a été discontinuée au Royaume-Uni en 2002.
La marque Mr. Big appartenait originellement à Nestlé.